# 岡村幸四郎
岡村 幸四郎（おかむら こうしろう、1953年（昭和28年）1月12日 - 2013年（平成25年）12月25日）は、日本の政治家。埼玉県川口市長（第19代 - 第23代）、埼玉県議会議員（2期）、川口市議会議員（1期）を歴任した。

## 来歴
埼玉県川口市出身。川口市立十二月田小学校、川口市立十二月田中学校、埼玉県立浦和高等学校、早稲田大学法学部卒業。1976年（昭和51年）4月、東急不動産株式会社に就職。1977年（昭和52年）4月、川口市役所に転職。
1987年（昭和62年）、川口市議会議員選挙に出馬し、初当選。1991年（平成3年）4月、埼玉県議会議員選挙に出馬し、初当選。1995年（平成7年）の県議選で2期目の当選。
1997年（平成9年）5月、川口市長選挙に出馬、初当選を果たす。2009年（平成21年）5月17日執行の市長選で4期目の当選。
2013年（平成25年）5月19日執行の市長選で5期目の当選を果たす。投票率は、29.18%。
2013年（平成25年）12月25日、在職中に急性腎不全のため死去。叙従四位、授旭日中綬章。

## 家族
2015年（平成27年）4月26日投開票の川口市議会議員選挙に次女の岡村ゆり子が無所属で立候補し、1万票を超える高得票で第1位で初当選した。その後、2019年4月7日投開票の埼玉県議会議員選挙に南2区（川口市）から出馬し、3万票以上を獲得し、トップ当選。